# Gadomus longifilis
Gadomus longifilis är en fiskart som först beskrevs av Goode och Bean, 1885.  Gadomus longifilis ingår i släktet Gadomus och familjen skolästfiskar. Inga underarter finns listade i Catalogue of Life.